# 蔣浩偉
蔣浩偉（1998年10月28日—）為臺灣男子籃球運動員，場上位置為後衛。蔣浩偉是臺泰混血兒、出身彰化伸港，就讀伸港國中時開始打籃球，之後因為父親的期望而考上了中正預校，但在同德家商籃球隊教練涂力山的延攬下加入同德家商續走籃球路，大學進入醒吾科技大學，2022年7月在超級籃球聯賽新人選秀會第二輪被彰化柏力力選中。
弟弟蔣浩文同為籃球運動員。

## 外部連結
- 蔣浩偉在Eurobasket.com（球員）（英语）
- 蔣浩偉在Flashscore（英语）